# Briey
Briey – miejscowość i dawna gmina we Francji, w regionie Grand Est, w departamencie Meurthe i Mozela. W 2013 roku populacja gminy wynosiła 5948 mieszkańców. 
Architekt Le Corbusier zbudował w Briey, w samym sercu lasu modernistyczny blok mieszkalny Unité d’habitation w 1960 r.
W dniu 1 stycznia 2017 roku z połączenia trzech ówczesnych gmin – Briey, Mance oraz Mancieulles – utworzono nową gminę Val-de-Briey. Siedzibą gminy została miejscowość Briey. 